# Art Riley
Arthur Riley, detto Art (Boston, 14 settembre 1911 – Monterey, 28 dicembre 1998), è stato un artista statunitense noto per il suo lavoro alla Walt Disney Company.
Ha accompagnato con Dick Anthony le scenografie di Hugh Hennesy, Ken Anderson e altri artisti sia per Il Drago Riluttante (1941), Paperino visita il Lago Titicaca e Pedro (1943) che in Partita al massacro (1945), La balena che voleva cantare all'opera (1946), Once Upon a Wintertime (1948), Il Vento nei Salici e La Leggenda della Valle Addormentata (1949), Paperino e il cavallo, Attenti al raffreddore, L'orsetto lavatore e Fuori misura (1951), Hello Aloha, Andiamo a scuola, Una bella vacanza (1952) e Paperino e la fonte della giovinezza (1953). Lavorò su Classici Disney come Pinocchio, Bambi, Saludos Amigos, I Tre Caballeros, Musica Maestro, Lo scrigno delle sette perle, Tanto caro al mio cuore, Le Avventure di Ichabod e Mr. Toad, Cenerentola, Alice nel Paese delle meraviglie, Le avventure di Peter Pan, Il libro della giungla e molti altri. Esordì nel 1938 con un cartone della serie "Sinfonie Allegre", I sirenetti.